# Juan López de Hoyos
Juan López de Hoyos (Madrid, 1511 - Madrid, 1583), est un écrivain et humaniste espagnol.

## Biographie
Il succède à Alejo Venegas de Busto comme professeur à l'Estudio de la Villa de Madrid le 29 janvier 1568. En 1580 il est  nommé à la paroisse Saint Andrès de la même ville. Il est connu pour avoir été le professeur de Miguel de Cervantes qu'il qualifie bien avant la notoriété de Cervantes par « notre cher et aimé disciple » dans son histoire et relation réelle de la maladie, du transit heureux et des somptueux obsèques de la Sérénissime Reine d'Espagne Madame Isabelle de Valois, notre maîtresse.... 
La mairie de Madrid avait désigné Lopes de Hoyos pour composer les épitaphes, allégories et histoires qui devaient figurer à l'église de la Descalzas Reales pour célébrer les obsèques offertes par la ville à la reine le 24 octobre 1568 qui était décédé le trois du même mois. Cervantes inclut 4 poèmes en honneur à la défunte.
Les services de l'écrivain sont tant appréciés qu'il est sollicité régulièrement pour ce genre d’événements. Il écrit Relation de la mort et honneurs funèbres de SS le Prince D Carlos, fils du roi Catholique D Philippe le second notre maître et autres Aparté royal et enterrement somptueux pour lequel Madrid ... reçut la Sérénissime reine Madame Anne d'Autriche. 
Il a également comme élève Luis Gálvez de Montalvo, condisciple de Cervantes.
On conserve actuellement le testament de López de Hoyos ainsi que des documents en relation avec ses activités de censeur de livres, et sa lettre préliminaire à la Lyre héroïque du médecin et poète Francisco Núñez de Oria (1581), un long poème en hexamètres latins.

## Œuvre
- Relación de la muerte y honras fúnebres del SS. Príncipe D. Carlos, hijo de la Mag. del Cathólico Rey D. Philippe el segundo nuestro señor (1568).
- Historia y relación verdadera de la enfermedad, felicísimo tránsito y suntuosas exequias de la Serenísima Reina de España Doña Isabel de Valois, nuestra señora... (Madrid: Pierres Cosin, 1569).
- Real apparato, y sumptuoso recebimiento con que Madrid ... rescibio a la Sereníssima reyna D Ana de Austria (1572).
- Declaración de las armas de Madrid y algunas antigüedades.
- Carta al Ayuntamiento desta Villa de Madrid